# برونو سانتانا
برونو سانتانا (بالبرتغالية: Bruno Santana) هو لاعب كرة يد برازيلي. مثل منتخب البرازيل لكرة اليد. شارك في دورة الألعاب الأولمبية الصيفية سنة 2004. حقق المركز الأول في دورة الألعاب الأمريكية 2015.

## الميداليات
| الميدالية | المسابقة                    |
| --------- | --------------------------- |
| ذهبية     | دورة الألعاب الأمريكية 2015 |

## روابط خارجية
- برونو سانتانا على موقع أوليمبيديا (الإنجليزية)